# Giorgio Ghisi
Giorgio Ghisi (Mantua, 1520-Mantua, 1582) fue un grabador italiano del Renacimiento. 
Fue uno de los grabadores más reputados de la generación posterior a Marcantonio Raimondi. Al igual que éste, es fundamentalmente conocido por su labor en el grabado de reproducción. Por medio de sus planchas, difundió el arte de Miguel Ángel, Rafael Sanzio, Giulio Romano y otros pintores de la época.

## Vida y obra

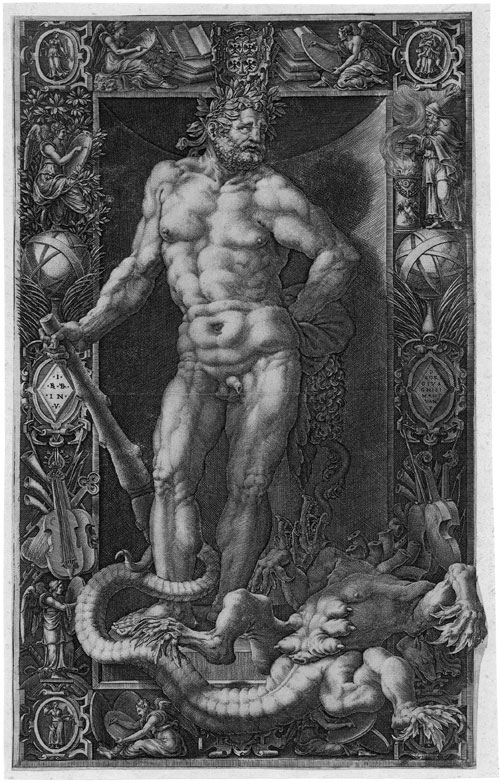
Hércules, diseño de Giovanni Battista Bertani grabado por Ghisi.

Nació en Mantua, por lo que fue también llamado Giorgio Mantovano. Hermano del discreto pintor Teodoro Ghisi, empezó trabajando en la producción de damasquinados, lo que contribuyó a su formación en el dibujo y le familiarizó con el tallado de metales. 
Como grabador, se inició probablemente con G. B. Scultori. Basándose en diseños de éste, grabó dos Escenas de la Guerra de Troya. Sus primeras planchas conocidas son una serie de seis, de la década de 1540, según diseños de Giulio Romano. Muy influidas por Scultori, se caracterizan por sus trazos ligeros y su planitud, con las figuras silueteadas sobre fondos oscuros y poco definidas en cuanto a volúmenes y perspectiva. 
Su etapa en Roma coincidió con el papado de Paulo III (1534-49). Conoció allí al editor Antonio Lafreri, que imprimió cuatro planchas suyas en la década de 1540 y otras muchas posteriormente.
Hacia 1549, Ghisi viajó a Amberes para trabajar a las órdenes de Hieronymus Cock, editor relacionado con insignes artistas como Pieter Brueghel el Viejo, Martin van Heemskerck y Cornelis Cort. Ghisi consta registrado en la guilda (gremio) local de artistas en 1551. En esta época se datan planchas de creciente importancia. Para Cock, produjo cinco de gran tamaño, la primera de ellas La Escuela de Atenas, copia del fresco de Rafael en el Palacio Apostólico del Vaticano. Otra fue una copia, de más de 60 centímetros de altura, de una Natividad de Bronzino (el cuadro se conserva en el Museo de Bellas Artes de Budapest). Este grabado lo realizó en 1553, dividido en dos planchas. Ghisi fue el primer grabador italiano llegado a dichas latitudes, e influyó decisivamente en el desarrollo del arte flamenco bajo parámetros renacentistas.
Tras una década de actividad en Flandes, hacia 1562 Ghisi se trasladó a Francia. Sus planchas de esa época ostentan el privilegio real francés. En esos años se fecha su plancha más singular, El sueño de Rafael, así llamado porque se creía diseño de éste, aunque ha de deberse a otro maestro. Antes de 1570, Ghisi regresó a Mantua, donde permaneció el resto de su vida.
En la década de 1570, reprodujo fragmentos del Juicio Final de Miguel Ángel, en diez planchas, basándose posiblemente en una copia dibujada por Marcelo Venusti. También han de ser de esos años sus seis Sibilas y Profetas, del grupo de doce de la Capilla Sixtina. Aunque se solían fechar hacia 1540-50 (una de las planchas ostenta fecha de 1541), su perfección técnica es superior a lo que Ghisi produjo en esa etapa tan temprana, y la firma del editor Van Aelst no puede ser anterior a 1570. 
En Mantua, Ghisi entró al servicio de la familia ducal, los Gonzaga, como guardajoyas y supervisor de guardarropía. Murió en dicha urbe, el 15 de diciembre de 1582.